# Chichiș
Chichiș (węg. Kökös) – wieś w Rumunii, w okręgu Covasna, w gminie Chichiș. W 2011 roku liczyła 1019 mieszkańców.